# HD 138867
HD 138867，又名CP-75 1222，SAO 257310、HR 5786，是一颗恒星，视星等为5.95，位于銀經312.72，銀緯-16.56，其B1900.0坐标为赤經15h 29m 36.9s，赤緯-75° -16.56′ 11″。